# Wolsey
Wolsey és una població dels Estats Units a l'estat de Dakota del Sud. Segons el cens del 2000 tenia 418 habitants.

## Demografia
Segons el cens del 2000, Wolsey tenia 418 habitants, 174 habitatges, i 121 famílies. La densitat de població era de 70,8 habitants per km².
Dels 174 habitatges en un 28,7% hi vivien nens de menys de 18 anys, en un 60,3% hi vivien parelles casades, en un 5,7% dones solteres, i en un 29,9% no eren unitats familiars. En el 27,6% dels habitatges hi vivien persones soles el 19% de les quals corresponia a persones de 65 anys o més que vivien soles. El nombre mitjà de persones vivint en cada habitatge era de 2,4 i el nombre mitjà de persones que vivien en cada família era de 2,92.
Per edats la població es repartia de la següent manera: un 24,4% tenia menys de 18 anys, un 5,7% entre 18 i 24, un 25,8% entre 25 i 44, un 23,4% de 45 a 60 i un 20,6% 65 anys o més.
L'edat mediana era de 43 anys. Per cada 100 dones de 18 o més anys hi havia 95,1 homes.
La renda mediana per habitatge era de 35.313 $ i la renda mediana per família de 42.679 $. Els homes tenien una renda mediana de 27.500 $ mentre que les dones 20.288 $. La renda per capita de la població era de 14.319 $. Entorn del 8% de les famílies i el 9,2% de la població estaven per davall del llindar de pobresa.

## Poblacions més properes
El següent diagrama mostra les poblacions més properes.